# フォルネッリ
フォルネッリ（イタリア語: Fornelli）は、イタリア共和国モリーゼ州イゼルニア県にある、人口約1,900人の基礎自治体（コムーネ）。

## 地理

### 位置・広がり

#### 隣接コムーネ
隣接するコムーネは以下の通り。
- チェッロ・アル・ヴォルトゥルノ
- コッリ・ア・ヴォルトゥルノ
- フォルリー・デル・サンニオ
- イゼルニア
- マッキア・ディゼルニア

## 行政

### 分離集落
フォルネッリには、以下の分離集落（フラツィオーネ）がある。
- Alluoro, Bivio, Canala, Castello, Cervaro, Chiuselle, Fontanelle, Guardiello, Pincere, Santa Maria Casali

## 文化・観光
「イタリアの最も美しい村」クラブ加盟コムーネである。